# باتريك ألين
باتريك ألين (بالإنجليزية: Patrick Allen)‏  (و. 1951  م) هو عالم عقيدة جامايكي، ولد في كينغستون.

## مناصب
تولى منصب Governor-General of Jamaica ‏ (منذ 26 فبراير 2009).

## التعليم
تعلم في جامعة هارفارد، وجامعة أندروز.

## جوائز
حصل على جوائز منها:
- وسام الصليب الأكبر من رتبة القديسان ميخائيل وجرجس (1 مايو 2009).